# Anneke Dijkstra
Anneke Dijkstra (Olterterp, 21 mei 1997) is een Nederlands wielrenster en voormalig psychologe en langebaanschaatsster die sinds 2024 rijdt bij de wielerploeg VolkerWessels.

## Carrière
Dijkstra nam in 2018 voor het eerst deel aan het Nederlands kampioenschap wielrennen, waar ze namens Team Drenthe de wegwedstrijd en tijdrit reed. In 2019 reed ze namens dezelfde amateurploeg de Healthy Ageing Tour en de Ronde van Uppsala. Na een jaar van afwezigheid behaalde ze in 2021 met een tiende plek haar eerste top tien uitslag bij het NK tijdrijden, het jaar nadien reed ze de negende tijd. Namens GT Krush Tunap startte ze in 2022 in haar eerste wielerklassieker, de Amstel Gold Race. Ze reed de wedstrijd uit en kwam als 79e over de eindstreep. Aan het eind van dat jaar nam ze ook voor het eerst deel aan een meerdaagse UCI Women's World Tour-wedstrijd; de Simac Ladies Tour. Ze eindigde op een 34e plek in het eindklassement. Twee jaar later maakte ze de overstap naar VolkerWessels, namens de Nederlandse ploeg behaalde ze in haar eerste jaar meerdere podiumplaatsen in amateurkoersen en kwam ze als vijfde over de streep in Le Samyn. Ook nam Dijkstra deel aan de Ronde van Spanje, in de periode voor haar deelname zei ze haar baan als psychologe op. In de Vuelta kwam ze tot een 33e plaats in het eindklassement. Op haar achtste wedstrijddag in 2025 was haar eerste profzege een feit, ze won de tweede editie bij de vrouwen van de Région Pays de la Loire Tour. Ze kwam solo aan de finish, ploeg- en landgenote Anne Knijnenburg finishte tien seconden later.

## Overwinningen
2025
Région Pays de la Loire Tour

### Resultaten in voornaamste wedstrijden
| Jaar | Ronde van Italië | Ronde van Frankrijk | Ronde van Spanje |
| ---- | ---------------- | ------------------- | ---------------- |
| 2022 |                  |                     |                  |
| 2023 |                  |                     |                  |
| 2024 |                  |                     | 33e              |
| 2025 |                  | 103e                |                  |

| Jaar | Gent-Wevelgem | Ronde van Vlaanderen | Amstel Gold Race | Le Samyn | Ronde van Drenthe | Scheldeprijs |
| ---- | ------------- | -------------------- | ---------------- | -------- | ----------------- | ------------ |
| 2022 |               |                      | 79e              |          | 71e               | 81e          |
| 2023 |               |                      | 56e              |          | 21e               | 89e          |
| 2024 | 51e           | 64e                  | 43e              | 5e       | 39e               | 67e          |
| 2025 | 38e           | opgave               | 54e              | 10e      |                   |              |

## Ploegen
- 2022 –  GT Krush Tunap
- 2023 –  GT Krush Rebel Lease
- 2024 –  VolkerWessels
- 2025 –  VolkerWessels

Beuling · Van Bokhoven · Demey · Dijkstra · Van Helvoirt · Jansen · Knijnenburg · Meert · Molenaar · Poland · A. van Rooijen · S. van Rooijen · Schoens · Souren · Stultiens · Vanhove · Vanpachtenbeke · Wisse (stagiair)
Beuling · Boogaard · Demey · Dijkstra · van Helvoirt · Jansen · Knijnenburg · Meert · Molenaar · Poland · Rijnbeek · van Rooijen · Schoens · Souren · Stultiens · Uneken · Vanpachtenbeke · Vollering · Wisse